# Ношење беба
Ношење беба је пракса ношења бебе у марами или у другом облику носиљке. Ношење беба се практикује вековима у целом свету. У индустријализованим земљама, ношење је стекло популарност у последњих неколико деценија. Делимично се овај помак објашњава утицајем заступника покрета природног родитељства. Ношење беба је начин преношења детета, који се може практиковати онолико колико дуго колико то обе стране желе, што често иде до јаслићке доби и даље.